# Ceresium yoshinoi
Ceresium yoshinoi là một loài bọ cánh cứng trong họ Cerambycidae.